# Parophidion vassali
Il galletto rosso (Parophidion vassali) è un pesce osseo marino della famiglia Ophidiidae.

## Distribuzione e habitat
Si trova solo nel mar Mediterraneo occidentale, compreso il mar Adriatico. Non è comune nei mari italiani.

Vive su fondi molli profondi fino a più di 200 m. 

## Descrizione
Molto simile al galletto ed al galletto pinnegialle (O. rochei), si distingue da essi per la bocca più grande che supera l'occhio, per la spina rostrale assente o molto piccola e la linea laterale incompleta nella parte posteriore.

Anche la colorazione è molto diversa, bruno abbastanza scuro, spesso con tonalità rossastre, pinna impari rossiccia ed iride dorata.

Le dimensioni massime raggiungono i 25 cm.

## Alimentazione
Caccia di notte crostacei, vermi marini e piccoli pesci.

## Riproduzione
Avviene in estate, le uova hanno colore rosso.

## Pesca
Avviene con palamiti e reti a strascico e finisce in genere nella frittura di paranza.